# Melitaea wardi
Melitaea wardi är en fjärilsart som beskrevs av Charles James Watkins 1927. Melitaea wardi ingår i släktet Melitaea och familjen praktfjärilar. Inga underarter finns listade i Catalogue of Life.